# Panisopelma nitidae
Panisopelma nitidae är en insektsart som beskrevs av Burckhardt och Ouvrard 2006. Panisopelma nitidae ingår i släktet Panisopelma och familjen rundbladloppor. Inga underarter finns listade i Catalogue of Life.